# Sesquilineair
Sesquilineariteit is een eigenschap die in de wiskunde aan sommige afbeeldingen wordt toegekend. Een sesquilineaire afbeelding is net zoals een bilineaire afbeelding een functie, waarvan het origineel uit twee vectoren bestaat en het beeld een scalair is, maar die niet aan de lineariteit in de eerste vector voldoet.
Zij {\displaystyle A_{1}}, {\displaystyle A_{2}} en {\displaystyle B} drie vectorruimten over het lichaam van de complexe getallen. Een afbeelding {\displaystyle \langle \cdot ,\cdot \rangle } van het cartesische product {\displaystyle A_{1}\times A_{2}} naar {\displaystyle B} heet sesquilineair als {\displaystyle \langle \cdot ,\cdot \rangle } 'toegevoegd lineair' is in de eerste vector en lineair in de tweede vector. Met andere woorden, als {\displaystyle \langle \cdot ,\cdot \rangle } de coördinaten van de eerste vector in hun complex geconjugeerden transformeert.
Het frobenius-inproduct
{\displaystyle \langle \mathbf {x} ,\mathbf {y} \rangle =\sum _{i=1}^{n}{\overline {x}}_{i}y_{i}}
is een voorbeeld van een sesquilineaire afbeelding.
Voor de sesquilineaire afbeelding {\displaystyle \langle \cdot ,\cdot \rangle } is
{\displaystyle {\begin{aligned}&\langle \mathbf {x} +\mathbf {y} ,\mathbf {z} +\mathbf {w} \rangle =\langle \mathbf {x} ,\mathbf {z} \rangle +\langle \mathbf {x} ,\mathbf {w} \rangle +\langle \mathbf {y} ,\mathbf {z} \rangle +\langle \mathbf {y} ,\mathbf {w} \rangle \\&\langle a\mathbf {x} ,b\mathbf {y} \rangle ={\overline {a}}b\ \langle \mathbf {x} ,\mathbf {y} \rangle \end{aligned}}}
Het Latijnse voorvoegsel sesqui betekent anderhalf.